# Asota diana
Asota diana är en fjärilsart som beskrevs av Butler 1887. Asota diana ingår i släktet Asota och familjen nattflyn. Inga underarter finns listade i Catalogue of Life.